# Drocourt (Yvelines)
 Drocourt  es una población y comuna francesa, en la región de Isla de Francia, departamento de Yvelines, en el distrito de Mantes-la-Jolie y cantón de Limay.

## Demografía
| 240 | 231 | 311 | 355 | 385 | 407 |
| Para los censos de 1962 a 1999 la población legal corresponde a la población sin duplicidades (Fuente: INSEE [Consultar]) |     |     |     |     |     |